# Lathrostizus alpinus
Lathrostizus alpinus là một loài tò vò trong họ Ichneumonidae.